# Eckardtsleben
Eckardtsleben è una frazione della città tedesca di Bad Langensalza, nel Land della Turingia.

## Storia
Il 1º gennaio 1992 il comune di Eckardtsleben venne aggregato alla città di Bad Langensalza.